# جوردن وايت (لاعب كرة قدم أمريكية)
جوردن وايت (بالإنجليزية: Jordan White)‏ هو لاعب كرة قدم أمريكية أمريكي، ولد في 4 يونيو 1988 في ميدلبيرغ هايتس في الولايات المتحدة.

## وصلات خارجية
- جوردن وايت على موقع مرجع كرة القدم المحترفة.كوم (الإنجليزية)